# Sprzęgło półodśrodkowe
Sprzęgło półodśrodkowe jest to sprzęgło, w którym siła docisku między elementami napędzanym i napędzającym jest spowodowana łącznym działaniem sprężyn dociskowych i siły odśrodkowej działającej na wirujące ciężarki. Sprężyny dociskowe zaciskają tylko częściowo tarczę sprzęgła. Ostatecznie zaciśnięcie tarcz następuje pod działaniem momentu wywołanego przez siłę odśrodkową wirujących ciężarków. Docisk tarcz jest zmienny i zależy od prędkości obrotowej wału korbowego. Ciężarki są zwykle umieszczone na końcach dźwigienek, które służą do wyłączania sprzęgła oraz do dociskania tarcz podczas pracy. Do zalet tych sprzęgieł należą: duża elastyczność włączenia, możliwość wyłączenia przy małej prędkości obrotowej. Natomiast do wad należą: skłonność do poślizgu podczas małej prędkości co powoduje, że sprzęgło nie zabezpiecza w sposób właściwy układu napędowego.
Sprzęgło półodśrodkowe jest wykorzystywane m.in. w niektórych motorowerach i małych motocyklach, np. Honda Cub, Simson DUO.